# Henryk (książę małżonek Danii)
Henryk, książę Danii (duń. Prins Henrik af Danmark, ur. jako Henri Marie Jean André de Laborde de Monpezat 11 czerwca 1934 w Talence, zm. 13 lutego 2018 we Fredensborgu) – duński książę małżonek, mąż Małgorzaty II, królowej Danii.

## Życiorys

### Młodość i wykształcenie
Syn hrabiego André de Laborde de Monpezat (1907-1998) i Renée Doursennot (1908-2001). Pierwsze pięć lat życia spędził we francuskich Indochinach (obecnym Wietnamie), gdzie jego ojciec prowadził interesy. W 1952 w Hanoi ukończył francuskie liceum, a w latach 1952-1957 studiował prawo i nauki polityczne na paryskiej Sorbonie oraz jednocześnie chiński i wietnamski w École Nationale des Langues Orientales (obecnie INALCO). Studiował również w Hongkongu i Sajgonie. Służbę wojskową odbył w armii francuskiej w czasie wojny w Algierii. W 1962 zaczął pracować we francuskim Ministerstwie Spraw Zagranicznych, a w latach 1963-1967 był sekretarzem ambasady w Londynie.

### Książę Danii
W Londynie poznał swoją przyszłą żonę, duńską następczynię tronu – księżniczkę Małgorzatę. 10 czerwca 1967 w kościele marynarki wojennej w Kopenhadze odbył się ślub pary. Henryk został naturalizowanym Duńczykiem i księciem Danii, przeszedł również na protestantyzm. Para ma dwóch synów: króla Fryderyka X (króla Danii, ur. 26 maja 1968) oraz księcia Joachima (ur. 7 czerwca 1969).
Macierzystym językiem księcia Henryka był francuski, ale książę znał również angielski, chiński oraz wietnamski, a po ślubie nauczył się duńskiego.

### Ostatnie lata
W 2002 książę Henryk niespodziewanie wyjechał z Danii i zatrzymał się w zamku Caïx w Cahors. Książę miał poczuć się „zepchnięty na bok, poniżony i upokorzony” po tym jak gospodarzem przyjęcia noworocznego, w zastępstwie Małgorzaty II, mianowany został następca tronu, a nie książę-małżonek. Po wielu latach bycia na drugim miejscu, książę został zepchnięty na miejsce trzecie i udał się do Francji, aby przemyśleć swój status w duńskiej monarchii. Zaznaczył jednak, że nie wini za sytuację królowej ani syna. Małgorzata II udała się do Francji za swoim mężem, i żadne z nich nie pokazało się publicznie przez kolejne trzy tygodnie (mimo że spodziewano się ich na ślubie Wilhelma Aleksandra, holenderskiego następcy tronu, z Maximą Zorreguietą). Po trzech tygodniach książę Henryk powrócił do Danii i do swoich królewskich obowiązków.
30 kwietnia 2008, niedługo po ślubie młodszego syna Henryka – Joachima, z Marie Cavallier, Małgorzata II nadała obu swoim synom tytuł „hrabiego Monpezat” (Greve af Monpezat) jako tytuł dziedziczny, który będą mogli przekazać swoim potomkom obu płci.
Pod koniec stycznia 2018 powrócił z prywatnej podróży do Egiptu z powodu choroby, którą duńskie media określiły jako raka płuc. Został przewieziony do szpitala w Kopenhadze. 9 lutego 2018 duński dwór ogłosił, iż stan zdrowia księcia pogorszył się w dramatyczny sposób, a następca tronu duńskiego, książę Fryderyk, został wezwany do powrotu do kraju z zimowych igrzysk olimpijskich w Korei Południowej.
13 lutego 2018 Henryk został przewieziony ze szpitala w Kopenhadze na zamek Fredensborg, gdzie — jak poinformował duński dwór — książę postanowił spędzić ostatnie dni swego życia. 14 lutego 2018 duński dwór ogłosił, że książę małżonek Danii Henryk zmarł w nocy w obecności żony i synów.

## Odznaczenia
Duńskie
- Order Słonia
- Wielki Komandor Orderu Danebroga
- Odznaka Honorowa Orderu Danebroga
- Medal Pamiątkowy Złotych Godów Królowej Małgorzaty i Księcia Henryka (2017)
- Medal Pamiątkowy 75-lecia Urodzin Królowej Małgorzaty II (2015)
- Medal Pamiątkowy 40-lecia Panowania Królowej Małgorzaty II (2012)
- Medal Pamiątkowy 70-lecia Urodzin Królowej Małgorzaty II (2010)
- Medal Pamiątkowy 75-lecia Urodzin Księcia Henryka (2009)
- Medal Pamiątkowy 25-lecia Panowania Królowej Małgorzaty II
- Medal Wspomnieniowy 100-lecia od Narodzin Króla Fryderyka IX (1999)
- Medal Wspomnieniowy Królowej Ingrid
- Medal Pamiątkowy 50-lecia od Przybycia Królowej Ingrid do Danii
- Medal Zasługi Grenlandzkiego Samorządu
- Odznaka Honorowa Obrony za Dobrą Służbę
- Odznaka Zasługi Gwardii
- Odznaka Honorowa Duńskiego Czerwonego Krzyża
- Odznaka Zasługi Duńskiego Czerwonego Krzyża
- Odznaka Honorowa Związku Zarządzania Ratowniczego
- Odznaka Honorowa Zrzeszenia Oficerów Rezerwy
- Odznaka Honorowa Duńskiego Stowarzyszenia Sportowców Wojskowych

Zagraniczne
- Wielka Gwiazda Odznaki Honorowej za Zasługi dla Republiki (Austria)
- Wielka Wstęga Orderu Leopolda (Belgia)
- Krzyż Wielki Orderu Krzyża Południa (Brazylia)
- Order Stara Płanina I klasy na wstędze (Bułgaria)
- Wielki Order Królowej Jeleny (Chorwacja)
- Krzyż Wielki Orderu Nilu (Egipt)
- Krzyż Wielki Orderu Krzyża Ziemi Maryjnej (Finlandia)
- Krzyż Wielki Orderu Białej Róży (Finlandia)
- Krzyż Wielki Orderu Zasługi (Francja)
- Krzyż Wielki Orderu Legii Honorowej (Francja)
- Krzyż Komandorski Orderu Zasługi Rolniczej (Francja)
- Medal Pamiątkowy Algierii (Francja)
- Krzyż Wielki Orderu Zasługi (Niemcy)
- Krzyż Wielki Orderu Honoru (Grecja)
- Krzyż Wielki Orderu Sokoła (Islandia)
- Krzyż Wielki Orderu Zasługi Republiki (Włochy)
- Łańcuch Orderu Chryzantemy (Japonia)
- Wielka Wstęga Orderu Odrodzenia (Jordania)
- Krzyż Wielki Orderu Gwiazdy (Jugosławia)
- Wielki Medal Gwanghwa (Korea Południowa)
- Krzyż Wielki Orderu Orła Azteckiego (Meksyk)
- Wielka Wstęga Orderu Alawitów (Maroko)
- Krzyż Wielki Orderu Trzech Gwiazd (Łotwa)
- Krzyż Wielki Orderu Witolda Wielkiego (Litwa)
- Krzyż Wielki Orderu Złotego Lwa Nassau (Luksemburg)
- Medal Koronacji 1975 (Nepal)
- Krzyż Wielki Orderu Ojaswi Rajanya (Nepal)
- Krzyż Wielki Orderu Lwa Niderlandzkiego (Holandia)
- Krzyż Wielki Orderu Świętego Olafa (Norwegia)
- Medal Jubileuszowy Króla Olafa V 1957-82 (Norwegia)
- Odznaka Honorowa Czerwonego Krzyża (Norwegia)
- Odznaka Honorowa Czerwonego Krzyża (Portugalia)
- Krzyż Wielki Orderu Wojskowego Chrystusa (1984, Portugalia)[7]
- Krzyż Wielki Orderu Wojskowego Avis (1993, Portugalia)[7]
- Krzyż Wielki Orderu Zasługi Rzeczypospolitej Polskiej (1993)[8]
- Order 23 sierpnia (Rumunia)
- Krzyż Wielki Orderu Gwiazdy (2000, Rumunia)
- Wielka Wstęga Orderu Abdulaziza (Arabia Saudyjska)
- Krzyż Wielki Orderu Chula Chom Klao (Tajlandia)
- Krzyż Wielki Orderu Podwójnego Białego Krzyża (Słowacja)
- Krzyż Wielki Orderu Karola III (Hiszpania)
- Odznaka Honorowa Czerwonego Krzyża (Hiszpania)
- Order Królewski Serafinów (Szwecja)
- Odznaka Jubileuszowa 40-lecia Króla Karola XVI Gustawa (Szwecja)
- Medal Wspomnieniowy 85-lecia Urodzin Króla Gustawa VI Adolfa (Szwecja)
- Krzyż Wielki Orderu Łaźni (Wlk. Brytania)
- Krzyż Wielki Orderu Świętych Michała i Jerzego (Wlk. Brytania)
- Krzyż Wielki Orderu Wiktoriańskiego (Wlk. Brytania)